# Thamniopsis secunda
Thamniopsis secunda là một loài rêu trong họ Pilotrichaceae. Loài này được (Griff.) W.R. Buck mô tả khoa học đầu tiên năm 1987.